# Павсаний (царь Македонии)
Павса́ний (греч. Παυσανίας, лат. Pausanias) — македонский царь, правивший в 393 г. до н. э.

## Биография
Павсаний был сыном царя Аеропа II. По отцу он принадлежал к роду Линкестидов, правивших удельно на северо-западе Македонии. Правил он всего год, и согласно Диодору был убит Аминтой II, внуком Александра I, который и захватил царскую власть.
В хронологии правления македонских царей Павсания иногда ставят после Аминты II на основании путаницы в династических таблицах Евсевия Кесарийского, который составлял их в IV веке по трудам греческих историков и, в частности, трудам Диодора. Источником путаницы являются частая смена македонских правителей той эпохи, скудная информация из самой Македонии, завязшей в междоусобной борьбе за престол, а также имя Аминта, которое одновременно носили несколько представителей династии Аргеадов.